# Phân cấp hành chính Thái Lan
Thái Lan được chia thành 76 tỉnh (tiếng Thái: จังหวัด, changwat) và 1 đơn vị hành chính đặc biệt Bangkok (tiếng Thái: กรุงเทพมหานคร, Krung Thep Maha Nakhon). Mặc dù là đơn vị hành chính đặc biệt nhưng Bangkok vẫn được xem là 1 tỉnh, vì vậy theo thực tế Thái Lan có 77 tỉnh.
Mỗi tỉnh được chia thành các quận huyện khác nhau, năm 2010 cả nước có 878 huyện (tiếng Thái: อำเภอ, amphoe) và tại Bangkok có 50 quận (tiếng Thái: เขต, khet). Huyện đặt trụ sở và là trung tâm của tỉnh được gọi là amphoe mueang (tiếng Thái: อำเภอเมือง).
Ở Bangkok các quận được gọi là khet (เขต) và mỗi khet được chia làm các khwaeng (แขวง), tương đương với phường tại Việt Nam. Ở các tỉnh khác thì cấp tương đương với khwaeng là tambon (ตำบล) tương đương với cấp xã ở Việt Nam.
Các tambon lại được chia thành các muban (หมู่บ้าน) tương đương với cấp địa chính là làng tại Việt Nam.

## Chính quyền địa phương
Ngoài các cấp phân khu chính thì tại Thái Lan còn có 3 cấp phân khu đặc biệt. Tất cả đều do một hội đồng quản lý.
- Thesaban nakhon (thành phố): số dân trên 50.000 người
- Thesaban mueang (thị xã): trên 10.000 người - hoặc thủ phủ của một tỉnh
- Thesaban tambon (thị trấn): trên 5.000 người

Ngoài số người dân trên thực tế để được công nhận thì mỗi cấp phải đủ số tiền thuế để duy trì hoạt động hành chính của địa phương.
Thành phố và thị xã được chia thành các chumchon tương đương với cấp muban (làng) ở các khu vực khác. Chỉ riêng có 2 thành phố Nonthaburi và Chiang Mai có cấp độ thành phố cao hơn nên các chumchon được quy định thành các khwaeng.
Thành phố Pattaya là một đô thị cấp đặc biệt, cùng với Bangkok là 2 khu vực đặc biệt, khu vực đô thị. Năm 2010 Mae Sot đang chuẩn bị được nâng cấp lên đơn vị hành chính mới.

## Phân chia chính thức
Bangkok và của vùng lân cận (ปริมณฑล, pari Monthon), bao gồm năm tỉnh lân cận được gọi là Đại Bangkok (tiếng Thái: กรุงเทพมหานคร และ ปริมณฑล), là khu vực đô thị của Thủ đô được mở rộng ra các khu vực lân cận.
Tại Thái Lan được chia làm 4 khu vực chính là: Bắc - Đông Bắc - Trung - Nam.
Thành phố Los Angeles, bang California, Hoa Kỳ được gọi đùa là "tỉnh thứ 77" của Thái Lan vì là thành phố có người Thái sống đứng thứ 2 (khoảng 100.000 người) so với Đài Bắc (khoảng 300.000 người).